# Ander Izagirre
Ander Izagirre (ur. 26 lutego 1976 w San Sebastián) – hiszpański pisarz, reportażysta i podróżnik uprawiający dziennikarstwo narracyjne ukazujące skutki konfliktów zbrojnych, systemowej przemocy oraz zmian klimatycznych. 
W 2015 został laureatem European Press Prize za serię artykułów o zbrodniach w Kolumbii.
W 2022 otrzymał  Nagrodę im. Ryszarda Kapuścińskiego za reportaż literacki Potosi. Góra, która zjada ludzi, opowiadający głosem 14-letniej dziewczynki o niesprawiedliwości i przemocy rozkwitających w milczeniu.